# Любовь по заказу
«Любовь по заказу» — российская мелодрама 1993 года режиссёра Ярополка Лапшина.

## Сюжет
Николай после срочной службы в армии возвращается домой, строя планы на жизнь, мечтая о хозяйстве и верной спутнице жизни. Но невеста не дождалась его. Он начинает искать себе жену. Однако, он идеалист считающий что всё поддаётся контролю, и его представления о жизни своеобразны.

## В ролях
- Сергей Зуев — Николай
- Ирина Бородулина — Надя
- Елена Сергеева — Маня
- Татьяна Скороходова — Таня
- Андрей Толубеев — дядя Женя
- Татьяна Малягина — Елена Павловна
- Валерий Николаев — Алекс
- Екатерина Сибирякова — бывшая невеста
- Елена Корлыханова — подруга Нади
- Андрей Неустроев — врач
- Борис Волчек — врач скорой помощи

## Критика
При постановке современной мелодрамы «Любовь по заказу» режиссёр, похоже, руководствовался давно испытанными принципами бытового правдоподобия. Вот почему рассказ о простом парне, который хотел из-за измены любимой девушки покончить с собой, но потом, став пожарным, вытащил из огня новую симпатичную пассию, получился лишенным озорного подмигивания залу. Вместо иронического переосмысления штампов киномелодрамы (надо думать, замысленного сценаристом Сергем Ливневым) получилось занудное нравоучение с невыразительной актёрской игрой.— А. Фёдоров — Наше разное кино. М.: ОД «Информация для всех», 2022. — стр. 175